# Oncorhynchus chrysogaster
Oncorhynchus chrysogaster là một loài cá thuộc họ Salmonidae. Nó là loài đặc hữu của México.